# كنوت أنسغار نيلسون
كنوت أنسغار نيلسون هو كاهن كاثوليكي دنماركي، ولد في 1 أكتوبر 1906 في الدنمارك في مملكة الدنمارك، وتوفي في 31 مارس 1990 في نيوبورت في الولايات المتحدة.